# Joseba Pagazaurtundua Ruiz
Joseba Pagazaurtundua Ruiz (Hernani, 1958 - Andoain, 8 de febrer de 2003) era l'excap de la Policia Local d'Andoain (Guipúscoa) quan va ser assassinat per ETA. Pagazaurtundua va ser militant de la desapareguda ETA politicomilitar i va abandonar aquesta militància el 1974, un any abans de la mort de Franco. El 1994 era policia municipal a Andoain. Com a conseqüència dels múltiples intents d'atemptat d'ETA contra ell, se'l destinà en comissió de serveis a l'Ertzaintza, a Laguardia (Àlaba). Durant els anys que treballà en aquesta localitat, proporcionà dades sobre activitats terroristes que, en mans de la Guàrdia Civil, dugueren a la detenció d'un comando.
El 1999, amb ETA en treva, s'acusà al Viceconseller d'Interior del Govern Basc, José Manuel Martiarena Lizarazu d'ignorar les seves peticions i d'obligar-lo a tornar a Andoain a ocupar el seu anterior treball de policia local, estimant que les amenaces havien desaparegut, encara que segons el conseller Juan María Atutxa fou ell mateix qui demanà el trasllat a Andoain. Durant molts anys va sofrir l'assetjament de l'entorn abertzale: li cremaren el cotxe en diverses ocasions, li llençaren còctels molotov a la balconada de la seva casa, a més de rebre contínues amenaces de mort. El 7 de maig de 2000, ETA va assassinar al seu amic, el periodista i fundador del Fòrum Ermua, José Luis López de Lacalle a Andoain.
El 8 de febrer de 2003, mentre es trobava de baixa laboral, va ser assassinat per un membre d'ETA al bar Daytona de la localitat on treballava, de quatre trets un al cap, a l'altura de l'ull, la resta a l'espatlla i l'estómac. Morí mentre l'atenien els metges. Pagazaurtundua estava casat i tenia dos fills. Era membre de l'Agrupació socialista d'Andoain, estava afiliat al sindicat UGT i era membre de la plataforma ciutadana Basta Ya!. La seva germana Maite era regidora del PSOE a Urnieta, Guipúscoa, i pertany a la mateixa plataforma ciutadana.
La família de Pagazaurundua va fer públiques unes cartes que l'assassinat va escriure al conseller d'Interior del Govern basc, Javier Balza en les quals denunciava el seu desemparament enfront d'ETA, i assegurava que "cada dia veig més a prop la meva fi a les mans d'ETA".,. Aquest fet ha estat negat per Balza
L'Ajuntament de Laguardia va concedir la insígnia d'or Pagazaurtundua a títol pòstum, en reconeixement el seu treball en el municipi.